# Šestajovice (Kelet-prágai járás)
Šestajovice település Csehországban, a Kelet-prágai járásban. Šestajovice Jirny, Zeleneč és Prága településekkel határos. Lakosainak száma 4113 fő (2024. január 1.).

## Népesség
A település lakosságának változását az alábbi diagram mutatja:
| Lakosok száma | 759  | 819  | 820  | 1195 | 1124 | 3377 | 3491 | 3833 | 4401 | 4113 |
|               | 1869 | 1900 | 1921 | 1961 | 1980 | 2011 | 2016 | 2019 | 2021 | 2024 |